# Sjoukje Dijkstra
Sjoukje Rosalinde Dijkstra (Akkrum, 28 gennaio 1942 – Someren, 2 maggio 2024) è stata una pattinatrice artistica su ghiaccio olandese, campionessa mondiale, europea ed olimpica nel singolo donne nei primi anni 1960.
La sua medaglia d'oro alle Olimpiadi di Innsbruck 1964 fu la prima per i Paesi Bassi nella storia dei Giochi olimpici invernali.

## Biografia
Pur essendo nata in Frisia, Sjoukje Dijkstra passò l'infanzia ad Amstelveen, vicino ad Amsterdam, dove suo padre Luitzen (detto "Lou") ottenne un incarico come medico generico. Anche Lou Dijkstra in gioventù gareggiò nel pattinaggio di velocità, partecipando a varie edizioni dei campionati mondiali e alle Olimpiadi Invernali del 1936.
Sjoukje Dijkstra seguì le orme paterne sul ghiaccio fin da bambina, dedicandosi però al pattinaggio di figura. Inizialmente si allenò in patria, prima ad Amsterdam poi all'Aia, ma nel corso degli anni 1950 trascorse diversi periodi di allenamento all'estero sotto la guida di Arnold Gerschwiler, a Richmond nel Regno Unito, e a Davos in Svizzera.
Nel 1956, ad appena quattordici anni, la Dijkstra partecipò alle Olimpiadi di Cortina, classificandosi al dodicesimo posto. Nel 1959 ottenne le sue prime medaglie internazionali, il bronzo ai campionati europei e ai mondiali. Fu l'inizio della sua scalata alla vetta del pattinaggio di figura femminile. Nel 1960 vinse il suo primo titolo europeo, mentre alle Olimpiadi di Squaw Valley e ai mondiali fu seconda dietro alla statunitense Carol Heiss, che si ritirò al termine della stagione per passare al professionismo.
Nelle quattro stagioni successive Sjoukje Dijkstra vinse tutte le principali competizioni. Vinse altri quattro titoli europei e tre titoli mondiali (nel 1961 i campionati mondiali non si disputarono in segno di lutto per la morte dell'intera nazionale statunitense nell'incidente del volo Sabena 548). In patria venne eletta donna sportiva dell'anno per sei anni consecutivi, dal 1959 al 1964.
Alle Olimpiadi del 1964 completò il suo palmarès vincendo la medaglia d'oro, la prima ottenuta da uno sportivo dei Paesi Bassi nella storia dei Giochi olimpici invernali. A fine stagione si ritirò dalle competizioni e passò al professionismo. Lavorò per anni nella rivista sul ghiaccio Holiday on Ice, fino al 1972.

## Palmarès
| Internazionali            | Internazionali | Internazionali | Internazionali | Internazionali | Internazionali | Internazionali | Internazionali | Internazionali | Internazionali | Internazionali | Internazionali |
| Evento                    | 1953–54        | 1954–55        | 1955–56        | 1956–57        | 1957–58        | 1958–59        | 1959–60        | 1960–61        | 1961–62        | 1962–63        | 1963–64        |
| ------------------------- | -------------- | -------------- | -------------- | -------------- | -------------- | -------------- | -------------- | -------------- | -------------- | -------------- | -------------- |
| Giochi olimpici invernali |                |                | 12°            |                |                |                | 2°d            |                |                |                | 1°             |
| Campionati mondiali       |                | 21°            | 16°            | 12°            | 16°            | 3°             | 2°             |                | 1°             | 1°             | 1°             |
| Campionati europei        | 19°            |                | 7°             |                | 6°             | 2°             | 1°             | 1°             | 1°             | 1°             | 1°             |
| Richmond Trophy           |                | 2°             | 3°             | 1°             | 1°             | 1°             |                |                |                |                |                |
| Nazionali                 |                |                |                |                |                |                |                |                |                |                |                |
| Campionati tedeschi       | 3°             | 2°             | 2°             | 2°             | 2°             | 1°             | 1°             | 1°             | 1°             | 1°             | 1°             |